# گورکان اویگون
گورکان اویگون (انگلیسی: Gürkan Uygun؛ زادهٔ ۲۷ مهٔ ۱۹۷۴) بازیگر اهل ترکیه است. وی از سال ۱۹۹۰ میلادی تاکنون مشغول فعالیت بوده‌است. او اصالتی گرجی دارد.
از فیلم‌ها یا برنامه‌های تلویزیونی که وی در آن نقش داشته‌است می‌توان به حریم سلطان، وادی گرگ‌ها،پایتخت عبدالحمید محمد فاتح یک جهان،سریال بیداری سلجوقیان